# Bagism

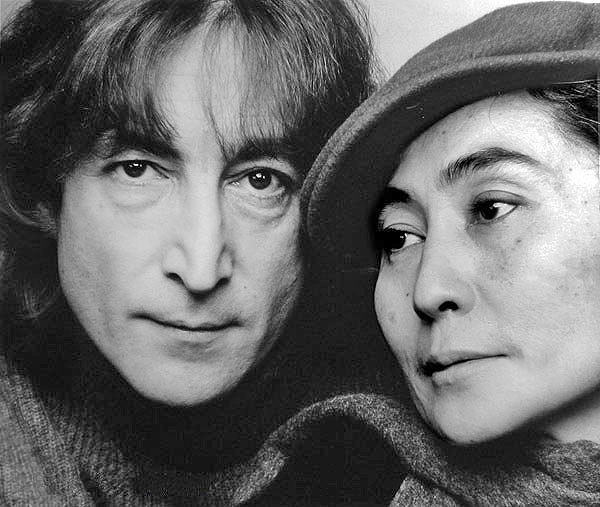
John Lennon et Yoko Ono, photographiés par Jack Mitchell pour le New York Times, le 2 novembre 1980

Bagism est un terme créé et popularisé par John Lennon et Yoko Ono, lors de leur campagne pacifiste de la fin des années 1960, pour décrire une mentalité superficielle. Leur intention était de faire la satire des préjugés et des stéréotypes. Le mot Bag en anglais signifiant sac, le bagism suggérait l'idée d'un individu totalement enfermé dans un sac. Selon John et Yoko, en vivant dans un sac, les autres ne peuvent vous juger selon la couleur de votre peau, la longueur de vos cheveux, les vêtements que vous portez, votre âge, etc. Il fut présenté comme une forme de communication totale. Au lieu de s'intéresser à son apparence, l'interlocuteur du bagist se concentre sur son seul message.

## Source
- (en) Cet article est partiellement ou en totalité issu de l’article de Wikipédia en anglais intitulé « Bagism » (voir la liste des auteurs).